# Тупуритис, Эйнар
Эйнар Тупуритис (латыш. Einārs Tupurītis; род. 9 декабря 1973, Смилтене) — латвийский легкоатлет, специалист по бегу на средние дистанции. Выступал за сборную Латвии по лёгкой атлетике в 1990-х годах, победитель и призёр первенств национального значения, действующий рекордсмен страны в беге на 1000 метров и в эстафете 4 × 400 метров, участник летних Олимпийских игр в Атланте.

## Биография
Эйнар Тупуритис родился 9 декабря 1973 года в городе Смилтене Латвийской ССР.
Учился в Средней школе № 1 в городе Валка, после седьмого класса перешёл в Спортивную гимназию в Мурьяни. Занимался бегом под руководством тренера Гинтиса Бититиса. Впоследствии уехал учиться в США в Уичитском университете, состоял в метной легкоатлетической команде «Уичито Стэйт Шокерс», неоднократно принимал участие в различных студенческих соревнованиях, в частности выигрывал первый дивизион чемпионата Национальной ассоциации студенческого спорта в беге на 800 метров.
Будучи студентом, в 1995 году должен был представлять Латвию в беге на 800 и 1500 метров на Универсиаде в Фукуоке, но в итоге на старт здесь не вышел. Вместо этого в составе латвийской национальной сборной стартовал на чемпионате мира в Гётеборге, на 800-метровой дистанции с результатом 1:46,45 остановился на предварительном квалификационном этапе.
В июле 1996 года на соревнованиях в американском Дареме установил свой личный рекорд в дисциплине 800 метров (1:43,90), который на то время являлся национальным рекордом Латвии (рекорд впоследствии был превзойдён Дмитрием Милькевичем). Благодаря череде удачных выступлений удостоился права защищать честь страны на летних Олимпийских играх в Атланте, являлся знаменосцем Латвии на церемонии открытия Игр. В итоге в программе бега на 800 метров выбыл из борьбы за медали на стадии полуфиналов, показав результат 1:46,41.
После атлантской Олимпиады Тупуритис остался действующим спортсменом на ещё один олимпийский цикл и продолжил принимать участие в крупнейших международных стартах. Так, в 1997 году он отметился выступлением на чемпионате мира в Афинах, стартовал в беге на 800 метров и в эстафете 4 × 400 метров — во втором случае вместе с Сергеем Иншаковым, Эгилом Тебелисом и Ингуном Свиклиным установил ныне действующий национальный рекорд Латвии (3:04,30).
В 1998 году бежал 800 метров на чемпионате Европы в Будапеште, дошёл до полуфинала, где показал результат 1:48,89.
Завершил спортивную карьеру по окончании сезона 2000 года.